# Winston-Salem, Sjeverna Karolina
 Winston-Salem je grad u američkoj saveznoj državi Sjeverna Karolina, u okrugu Forsyth.

## Zemljopis
Winston-Salem se nalazi u središnjem dijelu savezne države Sjeverne Karoline, u njenom okrugu Forsyt, čiji je najveći i glavni grad. Četvrti je po veličini grad u Sjevernoj Karolini.

## Povijest
Grad Winston-Salem, stvoren je 1913. godine spajanjem dosadašnja dva susjedna grada Winstona i Salema u jedan koji je dobio ime Winston-Salem.

### Salem
Povijest grada Salema počinje u siječnju 1753. godine kada je biskup moravske Crkve August Gottlieb Spangenberg, odabrao ovo područje i dao mu ime  "die Wachau" (lat. "Wachovia") prema imanju austrijskoga grofa Nicolausa Ludwiga Zinzendorfa.

### Winston
Winston je osnovan kasnije od Salema, 1849. godine, ime je dobio po lokalnom junaka Američkog rata za neovisnost Josephu Winstonu, koji je bio dobro poznat u susjednome gradu Salemu. Ubrzo nakon toga, gradovi Winston i Salema pripojeni su su u novoosnovani Forsyth okrug. Winston je razvijan kao industrijski grad temelj industrije bila je proizvodnja duhanskih proizvoda, namještaja i tekstila. Godine 1851., Winston je bio određen sjedište okruga, a nastavilo se s planovima za povezivanje gradova Winstona i Salema, trg okruga je bio postavljen samo 1,6 km sjeverno od glavnoga trga u Salemu.

## Demografija
Po popisu stanovništva iz 2000. godine u grad je živjelo 185.776 stanovnika 	
u 76.247 kućanstva s 46.205 obitelji s prebivalištem u gradu, dok je prosječna gustoća naseljenosti 659 stan./km2.
Prema rasnoj podjeli u naselju živi najviše bijelaca 55,57% i afroamerikanaca kojih ima 37,10%.

## Zanimljivost
Nadimci grada su su "Twin City", "Camel City", "The Dash", a moto grada je "Your Life. Enriched."

## Poznate osobe
- Tim Duncan, američki košarkaš
- Chris Paul, američki košarkaš

## Gradovi prijatelji
- Ungheni, Moldavija
- Kumasi, Gana
- Nassau, Bahami
- Shangai, Kina

## Vanjske poveznice
- Službena stranica grada

### Ostali projekti
|  | Zajednički poslužitelj ima još gradiva o temi Winston Salem, Sjeverna Karolina |